# Theridion fatuhivaense
Theridion fatuhivaense là một loài nhện trong họ Theridiidae.
Loài này thuộc chi Theridion. Theridion fatuhivaense được Lucien Berland miêu tả năm 1933.